# Flatpak
Flatpak (originariamente xdg-app) è un software di utilità per la gestione dei pacchetti e virtualizzazione delle applicazioni per Linux.

## Storia
L'idea di utilizzare contenitori di applicazioni in GNOME è stata proposta per la prima volta nel 2013 da Lennart Poettering, che ha pubblicato un articolo al riguardo nel 2014. Sviluppato come parte del progetto freedesktop.org (precedentemente noto come X Desktop Group o XDG), era originariamente chiamato xdg-app.
A partire da febbraio 2017, alcune applicazioni popolari sono state rese disponibili come Flatpak tra cui Blender, Discord, Gimp, LibreOffice, Pitivi, i programmi di KDE, Linphone e GNOME Recipes. Ci sono anche alcuni Flatpak non ufficiali come le versioni di sviluppo di Mozilla Firefox, Skype, e Spotify.
Flathub, un repository (o una fonte remota nella terminologia Flatpak) situato su flathub.org, è diventato lo standard de facto per ottenere applicazioni pacchettizzate con Flatpak. I pacchetti vengono aggiunti ad esso sia dagli amministratori di Flathub che dagli stessi sviluppatori dei programmi (sebbene gli amministratori abbiano dichiarato la loro preferenza per le app inviate dagli sviluppatori). Sebbene Flathub sia la fonte de facto per le applicazioni pacchettizzate con Flatpak, Flatpak può funzionare indipendentemente da Flathub; è infatti possibile ospitare un repository Flatpak completamente indipendente da Flathub.

## Descrizione
Il sistema Flatpak fornisce un ambiente sandbox in cui gli utenti possono eseguire le applicazioni isolate dal resto del sistema. Le applicazioni che utilizzano Flatpak necessitano dell'autorizzazione dell'utente per controllare i dispositivi hardware o accedere ai file dell'utente.